# Bombardier Global 7500
Bombardier Global 7500 и Global 8000 — сверхдальнемагистральные высокоскоростные административные самолёты, разрабатываемые компанией Bombardier Aerospace. 
Ввод в эксплуатацию Global 7500 состоялся в 2018 году, Global 8000 — запланирован на 2025 год.

## Разработка
Global 7500 будет иметь просторный салон, разделённый на четыре зоны. По сравнению с текущей моделью объём кабины увеличится на 20 % и достигнет 74,67 м³. 
Крейсерская скорость составит 956 км/ч, дальность на скорости 904 км/ч — 13 520 км. 
Силовая установка будет включать двигатели следующего поколения General Electric Passport 20 тягой 73 кН, обладающие большей экономичностью и экологичностью, включая снижение выбросов NOx. Двигатели будут на 8 % экономичнее по сравнению с лидером сегмента Global Express XRS. Самолёт будет способен совершать беспосадочные перелёты из Лондона в Сингапур, из Нью-Йорка в Дубай и из Пекина в Вашингтон с десятью пассажирами. Ввод в эксплуатацию намечен на 2016 год.
Global 8000 будет иметь немного меньший салон объёмом 63,32 м³, но большую дальность — 14 631 км при скорости 904 км/ч. С восемью пассажирами на борту он сможет совершать беспосадочные перелёты из Сиднея в Лос-Анджелес, из Гонконга в Нью-Йорк и из Мумбая в Нью-Йорк. Global 8000 будет иметь крейсерскую скорость 956 км/ч. Ввод в эксплуатацию намечен на 2017 год.

## Заказы
Note
↑  — NetJets заказала 20 самолётов Global 7000 и Global 8000, но не указала количество экземпляров каждой модели.